# Alessandro Ciranni
Alessandro Ciranni (Genk, 28 juni 1996) is een Belgisch voetballer die doorgaans als verdediger speelt. Hij komt sinds het seizoen 2021/22 uit voor Zulte Waregem.

## Carrière

### Begin profcarrière
Ciranni sloot zich in 2003, op 7-jarige leeftijd aan bij de jeugdopleiding van eersteklasser KRC Genk. Hij doorliep hier alle jeugdreeksen en mocht in het seizoen 2015/16 de voorbereiding aanvatten met het eerste elftal. In oktober 2015 mocht hij van trainer Peter Maes ook een eerste keer plaatsnemen op de bank in de verloren uitwedstrijd tegen KV Oostende. Met het oog op meer speelkansen werd tijdens de winterstop beslist dat Ciranni voor een half seizoen uitgeleend werd aan de Nederlandse tweedeklasser MVV Maastricht, een club waar Genk in die tijd veel jonge talenten tijdelijk stalde. Op 15 januari 2016 maakte hij zijn officieel debuut voor MVV, tijdens de rust mocht hij invallen voor Jarne Vrijsen in de thuiswedstrijd tegen Helmond Sport. Na in 10 competitiewedstrijden in actie te zijn gekomen liep de huurperiode af, terug in Genk bleek Ciranni nog niet op veel meer speelminuten te moeten rekenen. MVV maakte vervolgens bekend dat het Ciranni definitief aantrok. Hij groeide bij de Nederlandse club uit tot een vaste waarde op de rechtsachter die vaak ook nog eens offensief zijn steentje bijdroeg. In het seizoen 2016/17 was Ciranni goed voor 5 goals en 4 assists.

### Fortuna Sittard
In de zomer van 2018 werd bekend dat Ciranni MVV verliet en een contract ondertekende bij de Nederlandse eersteklasser Fortuna Sittard. Hij mocht op 11 augustus, op speeldag 1, meteen debuteren in de basisopstelling tegen SBV Excelsior. Het werd uiteindelijk een seizoen waarin hij schommelde tussen een plek in de basis en een plek op de invallersbank.

### Moeskroen
In de zomer van 2019 toonde de Belgische eersteklasser Royal Excel Moeskroen interesse om hem over te nemen. Op 9 juli 2019 maakte beide clubs bekend dat de transfer officieel rond was, Ciranni tekende een contract tot de zomer van 2022. Op 27 juli mocht hij debuteren in de uitwedstrijd tegen Sint-Truidense VV, na 77 minuten viel hij in voor Joan Campins. Na verloop van tijd wist Ciranni een basisplaats te bemachtigen op de positie van rechtsachter. Na één seizoen bij Moeskroen actief te zijn kreeg hij vanaf het seizoen 2020/21 de aanvoerdersband van trainer Fernando Da Cruz. Ciranni en Moeskroen zouden dat seizoen uiteindelijk degraderen uit de hoogste Belgische afdeling.

### Zulte Waregem
In de zomer van 2021 werd bekend dat Ciranni niet mee zal degraderen met Moeskroen maar dat hij de overstap maakt naar eersteklasser Zulte Waregem. Hij tekende er een driejarig contract.

## Clubstatistieken
| Seizoen | Club             | Competitie      | Competitie | Competitie | Beker | Beker | Internationaal | Internationaal | Totaal | Totaal |
| Seizoen | Club             | Competitie      | Wed.       | Dlp.       | Wed.  | Dlp.  | Wed.           | Dlp.           | Wed.   | Dlp.   |
| ------- | ---------------- | --------------- | ---------- | ---------- | ----- | ----- | -------------- | -------------- | ------ | ------ |
| 2015/16 | KRC Genk         | Eerste klasse A | 0          | 0          | 0     | 0     | —              | —              | 0      | 0      |
| 2015/16 | → MVV Maastricht | Eerste divisie  | 10         | 0          | 0     | 0     | —              | —              | 10     | 0      |
| 2016/17 | MVV Maastricht   | Eerste divisie  | 38         | 5          | 1     | 0     | —              | —              | 39     | 5      |
| 2017/18 | MVV Maastricht   | Eerste divisie  | 38         | 3          | 1     | 0     | —              | —              | 39     | 3      |
| 2018/19 | Fortuna Sittard  | Eredivisie      | 17         | 0          | 1     | 0     | —              | —              | 18     | 0      |
| 2019/20 | Excel Moeskroen  | Eerste klasse A | 18         | 2          | 2     | 0     | —              | —              | 20     | 2      |
| 2020/21 | Excel Moeskroen  | Eerste klasse A | 31         | 1          | 1     | 0     | —              | —              | 32     | 1      |
| 2021/22 | Zulte Waregem    | Eerste klasse A | 15         | 0          | 0     | 0     | —              | —              | 15     | 0      |
| Totaal  | Totaal           | Totaal          | 145        | 10         | 5     | 0     | 0              | 0              | 150    | 10     |

Bijgewerkt op 19 juli 2021